# Catherine Bozorgan
Catherine Bozorgan, née le 10 septembre 1980, est une productrice de cinéma française.

## Biographie
Elle naît en 1980 à Téhéran. En 1981, à cause de la révolution islamique et la guerre Iran-Irak, sa famille s'installe dans l'ouest de Paris. Elle étudie à l'ESCP et à HEC.
Elle commence à travailler chez Ciné Nominé, une entreprise de financement des films. Elle y rencontre Albert Dupontel, qui lui propose de coproduire son film Le Vilain. Elle crée alors sa propre structure.
Elle est présidente de la société de production de cinéma Manchester Films, et produit également les films d'Albert Dupontel à travers ADCB Films depuis 2009. Aux César 2021, elle monte sur la scène de l'Olympia chercher quatre des sept récompenses du film Adieu les cons.
En 2021, elle a déjà participé à la production de quelque 200 films.

## Filmographie
- 2009 : Le Vilain d'Albert Dupontel[3]
- 2010 : Le Bruit des glaçons de Bertrand Blier
- 2011 : La Clé des champs de Claude Nuridsany et Marie Pérennou
- 2011 : La Brindille d'Emmanuelle Millet
- 2012 : Rue Mandar d'Idit Cébula
- 2012 : À cœur ouvert de Marion Laine
- 2013 : 9 Mois ferme d'Albert Dupontel[3]
- 2013 : Amour et Turbulences d'Alexandre Castagnetti
- 2016 : Les Premiers, les Derniers de Bouli Lanners
- 2017 : Au revoir là-haut d'Albert Dupontel[3]
- 2020 : Adieu les cons d'Albert Dupontel[3]
- 2023 : Second Tour d'Albert Dupontel

## Distinctions

### Récompenses
- César du meilleur film
  - en 2021 pour Adieu les cons d'Albert Dupontel

- César des lycéens
  - en 2021 pour Adieu les cons d'Albert Dupontel

### Nominations
- César du meilleur film
  - en 2014 pour 9 mois ferme
  - en 2018 pour Au revoir là-haut
  - en 2021 pour Adieu les cons